# Železnogorsk (Oblast' di Kursk)
Železnogorsk (in russo Железного́рск?, anche traslitterato come Zheleznogorsk) è una città della Russia occidentale, nell'oblast' di Kursk, 130 km a nordovest del capoluogo Kursk; è capoluogo dell'omonimo distretto.
La città risale al 1957; è stata costruita come città mineraria per lo sfruttamento dell'abbondante minerale di ferro estratto nella cosiddetta anomalia magnetica di Kursk.

## Società

### Evoluzione demografica
Fonte: mojgorod.ru
- 1959: 1.900
- 1970: 30.900
- 1989: 85.200
- 2002: 95.558
- 2006: 96.400